# Curculigo
Curculigo is een geslacht uit de familie Hypoxidaceae. De soorten komen wereldwijd voor in (sub)tropen.

## Soorten
- Curculigo annamitica Gagnep.
- Curculigo brevifolia W.T.Aiton
- Curculigo breviscapa S.C.Chen
- Curculigo capitulata (Lour.) Kuntze
- Curculigo conoc Gagnep.
- Curculigo crassifolia (Baker) Hook.f.
- Curculigo disticha Gagnep.
- Curculigo ensifolia R.Br.
- Curculigo erecta Lauterb.
- Curculigo fabrei Hul
- Curculigo fakimensis (Odyuo, D.K.Roy & Khamdi) Christenh. & Byng
- Curculigo gracilis (Kurz) Wall. ex Hook.f.
- Curculigo janarthanamii Gore & S.P.Gaikwad
- Curculigo konkanensis Chandore, Mane & Borude
- Curculigo latifolia Dryand. ex W.T.Aiton
- Curculigo maharashtrensis M.R.Almeida & S.Yadav
- Curculigo maheensis (F.Friedmann) Christenh. & Byng
- Curculigo oligantha (C.E.C.Fisch.) Bennet & Raizada
- Curculigo orchioides Gaertn.
- Curculigo pilosa (Schumach. & Thonn.) Engl.
- Curculigo prainiana (Deb) Bennet & Raizada
- Curculigo racemosa Ridl.
- Curculigo radialis Fuse & Sirim.
- Curculigo rhizophylla (Baker) T.Durand & Schinz
- Curculigo sabui S.P.Gaikwad & Gore
- Curculigo savantwadiensis M.R.Almeida & S.Yadav
- Curculigo scorzonerifolia (Lam.) Baker
- Curculigo seychellensis Bojer ex Baker
- Curculigo sinensis S.C.Chen
- Curculigo tonkinensis Gagnep.
- Curculigo trichocarpa (Wight) Bennet & Raizada